# Gyaos
Gyaos (ギャオス, Gyaosu), (uitspraak Gao-ss) is de naam van verschillende kaiju uit de films over het monster Gamera. Ze vormen Gamera’s bekendste tegenstanders. De Gyaos maakten hun debuut in de film Gamera vs. Gyaos uit 1967.

## Uiterlijk
De Gyaos lijken op een enorm Pterosauriër/vleermuis wezen met een plat pijlvormig hoofd en leren vleugels. Ze hebben drie klauwen aan elke vleugels en een platte staart.

## Optredens

### Showareeks
In Gamera vs. Gyaos verscheen Gyaos in Japan na te zijn ontwaakt in een grot. Deze Gyaos voedde zich met bloed; aanvankelijk dat van vee maar later ook van mensen. Zijn eerste gevecht met Gamera eindigde onbeslist en beide monsters trokken zich terug. Al snel bleek Gyaos niet tegen licht te kunnen. Hij amputeerde zelfs en van zijn poten om aan de opkomende zon te ontkomen. Gamera vernietigde deze Gyaos uiteindelijk door hem in een vulkaan te werpen.
In Gamera vs. Guiron verscheen een zilverkleurige Gyaos genaamd Space Gyaos. Een zwerm van deze Space Gyaos viel de planeet Terra aan, maar werd in bedwang gehouden door Guiron, de bewaker van de planeet. Nadat Gamera Guiron had verslagen, werd de planeet door deze Gyaos overgenomen.
In Gamera: Super Monster keerde de originele Gyaos nog eenmaal terug.

### Heiseireeks
In 1995 ondergingen de Gyaos net als Gamera een make-over qua achtergrondverhaal. In deze filmreeks waren de Gyaos een ras gemaakt door de Atlantianen 10.000 jaar geleden. Ze dienden als wapens, maar bleken zich zo snel voort te kunnen planten dat de Atlantianen ze niet langer in bedwang konden houden. Daarom maakte de beschaving een ras van Gamera’s om ze te stoppen. De Gyaos belandden uiteindelijk in een diepe slaap en ontwaakten in het hedendaagse Japan, waar ze wederom door Gamera werden geconfronteerd. Gamera vernietigde de meeste Gyaos, maar eentje kon ontkomen en groeide uit tot een Super Gyaos. De Super Gyaos werd uiteindelijk ook door Gamera vernietigd.
De Gyaos keerden weer terug in de film Gamera 3: Awakening of Irys, ditmaal in een nieuwe geëvolueerde vorm genaamd de Hyper Gyaos. Aan het begin van de film bevocht Gamera hen, en aan het eind van de film ging hij ondanks zijn verwondingen de strijd aan met nog een zwerm. Hoe dit gevecht is afgelopen is niet bekend.

### Millenniumreeks
De Gyaos hadden een cameo aan het begin van de film Gamera the Brave. Hierin offert Gamera zich op om een zwerm Gyaos te vernietigen.

## Media

### Filmografie
- Gamera vs. Gyaos
- Gamera vs. Viras(via oud beeldmateriaal)
- Gamera vs. Guiron(ook als "Speace Gyaos")
- Gamera vs. Jiger(via oud beeldmateriaal)
- Gamera: Super Monster(via oud beeldmateriaal)
- Gamera: Guardian of the Universe
- Gamera 3: Awakening of Irys
- Gamera the Brave

### Strip
- De Gyaos deden mee in de kortlopende Gamera-stripreeks van Dark Horse Comics.

## Krachten en vaardigheden
In alle incarnaties zijn de Gyaos zeer bekwame vliegers. Ze bereiken hoge snelheden in de lucht en zijn erg wendbaar. De Showa en Heiseiversies kunnen een energiestraal afvuren vanuit hun bek.
De Gyaos zijn in eerste instantie nachtdieren, dit vanwege hun zwakheid tegenover licht. Ze kunnen zich wel tegen de zon beschermen door een dichte mist te produceren. De Heiseiversie van de Gyaos evolueerde tot een punt dat zonlicht hen niet meer kon deren.

## Trivia
- Gyaos is het enige monster naast Gamera zelf dat in alle filmreeksen meedoet.